# Vanessa Göcking
Vanessa Göcking (* 4. Februar 1993) ist eine deutsche Autorin und Verlegerin.

## Leben
Nach dem Abitur 2011 an der Salzmannschule Schnepfenthal studierte Göcking International Business Studies an der FH Aachen und der Tennessee Technological University (USA) sowie International Management an der Universität Köln und der Keio-Universität in Tokio. Während des Studiums war sie Stipendiatin der Friedrich-Ebert-Stiftung. Nach verschiedenen beruflichen Stationen absolvierte sie eine Ausbildung zum systemischen Coach und machte sich selbstständig. Von April 2022 bis Juli 2024 betrieb Göcking den Podcast „Glücklichsein“, in dem sie mit Gästen (Sven Hannawald, Susan Sideropoulos, Mirja Boes, Heinz Rudolf Kunze u. a.) über die Themen Lebensglück und Selbstliebe sprach. Im Sommer 2023 erschien ihr erstes Buch Du bist das Beste, was dir je passiert ist, das auf Platz 5 der Spiegel-Bestsellerliste einstieg.
Im Juni 2024 erschien Göckings zweites Buch Die Sonne in dir, das in der Erscheinungswoche auf Platz 1 der Spiegel-Bestsellerliste (Taschenbuch Sachbuch) landete. Zeitgleich gründete Göcking ihren eigenen Verlag VANI Verlag GmbH. Die Sonne in dir gelangte im Oktober 2024 auch auf Platz 6 der BookTok-Bestsellerliste (Non-Fiction) und steht seit 30 Wochen auf der Spiegel-Bestsellerliste. Auch der anschließende Titel Das Wunder in dir (erschienen im November 2024) stieg auf Platz 1 der Sachbuch-Bestsellerlisten ein. Im April 2025 erschien der Titel Die Kraft in dir.

## Veröffentlichungen

### Bücher
- Du bist das Beste, was dir je passiert ist, mvg Verlag München 2023, ISBN 978-3747405567.
- Du bist das Beste, was dir je passiert ist – Deine Glücksreise, mvg Verlag München 2024, ISBN 978-3747406304.
- Du bist das Beste, was dir je passiert ist – Dein Adventskalender für eine funkelnde Me-Time, mvg Verlag München 2024, ISBN 978-3747406311.
- Die Sonne in dir, VANI Verlag 2024, ISBN 978-3989423145.
- Das Wunder in dir, VANI Verlag 2024, ISBN 978-3989423800.
- Die Kraft in dir, VANI Verlag 2025, ISBN 978-3989424074.

### Hörbücher
- Du bist das Beste, was dir je passiert ist, mvg Verlag München 2023.
- Die Sonne in dir, VANI Verlag 2024.
- Das Wunder in dir, VANI Verlag 2024.
- Die Kraft in dir, VANI Verlag 2025.

### Weitere Publikationen
- Du bist das Beste, was dir je passiert ist – 55 inspirierende Karten, mvg Verlag München 2024, ISBN 978-3747406205.